# José Ángel César
José Ángel César Delgado (ur. 4 stycznia 1978 w La Lisa, dzielnicy Hawany) – kubański lekkoatleta (sprinter), medalista olimpijski z 2000.
Zdobył srebrny medal w sztafecie 4 × 100 metrów na mistrzostwach ibero-amerykańskich w 2000 w Rio de Janeiro (sztafeta kubańska biegła w składzie: César, Luis Alberto Pérez-Rionda, Iván García i Freddy Mayola).
Sztafeta kubańska w tym samym składzie zdobyła brązowy medal podczas igrzysk olimpijskich w 2000 w Sydney. Na mistrzostwach świata w 2001 w Edmonton, również biegnąc w tym samym ustawieniu, odpadła w eliminacjach. Zajęła 4. miejsce na Igrzyskach Dobrej Woli w 2001 w Brisbane (w składzie: César, Pérez-Rionda, García i Juan Pita).
Na igrzyskach panamerykańskich w 2003 w Santo Domingo César zdobył brązowy medal w sztafecie 4 × 100 metrów (w składzie: César, José Carlos Peña, Luis Alexander Reyes i Pita).
Jego rekord życiowy w biegu na 100 metrów wynosi 10,30 s i został ustanowiony 30 czerwca 2001 w Alcalá de Henares.